# Dusun Curup (Air Besi)
Dusun Curup is een bestuurslaag in het regentschap Bengkulu Utara van de provincie Bengkulu, Indonesië. Dusun Curup telt 1004 inwoners (volkstelling 2010).